# Севери (племе)
Вижте пояснителната страница за други значения на Севери.
Северите (на гръцки: Σέβερεις) са славянско племе, населявало Добруджа и Лудогорието, по поречието на реките Камчия, Провадийска, Черни и Бели (Русенски) Лом.

## История
Северите са се заселили в днешна Североизточна България при голямото нашествие на аварите през 558 г., с разрешението на византийската власт, в замяна на защитата на проходите в Източна Стара планина, основно на прохода Берегавски, сега Ришки проход. През 679/680 г. те станали съюзници на прабългарите на Аспарух и им помогнали във войната срещу византийците и император Константин IV Погонат. Именно тяхното присъствие и брой дали основание на Аспарух да избере областта Чика (южната част на Шуменска област и Търговищко) за център на държавата си през 681 г. Голяма част от северите били преселени по-нататък на изток до морския бряг. Твърде вероятно е северите да са разклонение на племето „северяни“, населявало горното течение на река Днепър. Според Теофан Изповедник вождът на северите се казвал Славун.
През 767 г. кан Паган започнал преговори с Константинопол. Той се срещнал лично с император Константин V Копроним. На срещата присъствал и избягалия по-рано Сабин. Мирът формално бил възстановен. Веднага след това обаче византийският император изпратил тайна мисия в Тракия, чиято цел била да се плени княза на северите Славун. Стратегическата инициатива на Константин V се оказала успешна. Славун бил заловен и екзекутиран публично. Византийците преминали проходите и нахлули североизточно от Стара планина. Те опожарили няколко български военни лагера, като достигнали до р. Тича (дн. Камчия). По-нататък обаче срещнали сериозна съпротива и се изтеглили.
Някои от северските князе заемали високи длъжности в държавното управление до превземането на Преслав от византийците през 971 г. Един от по-известните князе е Семир – жупан на общините около Рациарската крепост по времето на княз Борис I.

## Други хипотези
Освен популярното схващане за славянския произход на северите, съществуват и няколко хипотези. Някои автори (Павел Георгиев, проф. Росен Милев, проф. Ганчо Ценов, Божидар Димитров и др.) приемат германския произход на северите и ги считат за готи, за което навеждат и готските археологически находки от днешното с. Хан Крум. Словашкият филолог Павел Шафарик ги идентифицира с финско-угорското племе савири, които са конфедерати на Старата Велика България, и изчезват оттам по времето на Аспарух, но за преселенито им към Дунава няма данни. Съществува и теза за смесения им произход. Една част от угро-фините савири разгромени в 558 г. от аварите се преселва на север (областта на дн. гр. Чернигов) и там се смесват с местните славяни образувайки племето северяни. По-късно част от него е участва в голямото славянско заселване на Балканите през 603 – 620 и остава тук с името севери.